# 1992년 동계 올림픽 크로스컨트리
1992년 동계 올림픽 크로스컨트리 경기는 프랑스 알베르빌에서 열렸다.

## 메달 집계
| 순위 | 국가           | 금메달 | 은메달 | 동메달 | 합계 |
| ---- | -------------- | ------ | ------ | ------ | ---- |
| 1    | 노르웨이 (NOR) | 5      | 3      | 1      | 9    |
| 2    | 연합 (EUN)     | 3      | 2      | 4      | 9    |
| 3    | 이탈리아 (ITA) | 1      | 4      | 3      | 8    |
| 4    | 핀란드 (FIN)   | 1      | 1      | 1      | 3    |
| 5    | 스웨덴 (SWE)   | 0      | 0      | 1      | 1    |
| 합계 | 합계           | 2      | 2      | 2      | 6    |

## 참가국
| - 아르헨티나 - 오스트레일리아 - 오스트리아 - 불가리아 - 캐나다 - 중화인민공화국 - 크로아티아 - 체코슬로바키아 - 덴마크 - 에스토니아 | - 핀란드 - 프랑스 - 독일 - 영국 - 그리스 - 온두라스 - 헝가리 - 아이슬란드 - 이탈리아 - 일본 | - 라트비아 - 리히텐슈타인 - 리투아니아 - 멕시코 - 몽골 - 모로코 - 조선민주주의인민공화국 - 노르웨이 - 폴란드 - 루마니아 | - 산마리노 - 슬로베니아 - 대한민국 - 스페인 - 스웨덴 - 스위스 - 튀르키예 - 연합 - 미국 - 유고슬라비아 |